# Union internationale pour l'étude scientifique de la population
 (avril 2017).
Si vous disposez d'ouvrages ou d'articles de référence ou si vous connaissez des sites web de qualité traitant du thème abordé ici, merci de compléter l'article en donnant les références utiles à sa vérifiabilité et en les liant à la section « Notes et références ».
L'Union internationale pour l'étude scientifique de la population (UIESP, IUSSP sous son nom anglais) promeut l'étude scientifique de la population, favorise les échanges entre chercheurs du monde entier, et stimule l'intérêt pour les questions de population. À cette fin, elle organise notamment des séminaires et ateliers, des activités de formation et d'enseignement à distance ainsi que le congrès international de la population tous les quatre ans. Le siège de l'UIESP se trouve à Paris, dans les locaux de l'Institut national d'études démographiques. Elle est présidée actuellement par Tom LeGrand, Professeur à l'Université de Montréal (Canada). 

## Histoire
L'Union a été officiellement fondée en 1928 sous le nom de Union internationale pour l'étude scientifique des problèmes de population lors d'une réunion à Paris, qui a suivi la Conférence internationale sur la population tenue à Genève au cours de l'année précédente (29 août - 3 septembre 1927). Elle regroupait initialement 14 comités nationaux. L'Assemblée constitutive s'est tenue à Paris du 4 au 6 juillet 1928 et donna lieu à l'élection de son premier président, Raymond Pearl. En 1947, au cours de l'assemblée délibérante qui s'est tenue à Washington du 6 au 11 novembre 1947, il a été décidé que l'Union devienne une association de membres individuels. Depuis lors, sous le nom d'Union internationale pour l'étude scientifique de la population, le nombre de ses membres n'a cessé de croître et ceux-ci sont à présent répartis dans toutes les régions du monde.

## Langues
Les langues officielles de l'UIESP sont l'anglais et le français. 

## Congrès internationaux
Un premier congrès international de démographie, totalement indépendant des gouvernements et organisé par J. Bertillon, E. Chervin et P. Levasseur a eu lieu à Paris en 1878. À la suite de cela, environ 200 démographes se sont retrouvés périodiquement dans des sessions spéciales du congrès international d'hygiène entre 1882 et 1912. Émanation de la Conférence internationale sur la population, l'UIESP fut créée en 1928 à Paris et se réunit ensuite à plusieurs reprises jusqu'à la Seconde Guerre mondiale. Après sa refondation en 1947, l'UIESP a régulièrement organisé des congrès internationaux et/ou assemblées générales, de manière biannuelle jusqu'en 1965, puis quadriannuelle. 

### Liste des congrès
- Paris (1928)
- Londres (1931)
- Berlin (1935)
- Paris (1937)
- Washington (1947)
- Genève (1949)
- New Delhi (1951)
- Rome (1953)
- Rome (1954) - Conjointement avec la 1re Conférence mondiale de population de l'ONU[2]
- Petropolis (1955)
- Stockholm (1957)
- Vienna (1959)
- New York (1961)
- Ottawa (1963)
- Belgrade (1965)  - Conjointement avec la 2ème Conférence mondiale de population de l'ONU[2]
- London (1969)
- Liège (1973)
- Mexico City (1977)
- Manila (1981)
- Florence (1985)
- New Delhi (1989)
- Montréal (1993)
- Beijing (1997)
- Salvador (2001)
- Tours (2005)
- Marrakech (2009)
- Busan (2013)
- Cape Town (2017)

## Présidents
- 1927-1932, Raymond Pearl  États-Unis
- 1931-1937, Sir Charles Close  Royaume-Uni
- 1937 / 1947-1949, Adolphe Landry  France
- 1949-1954, Liebmann Hersch  Suisse
- 1954-1955, Giorgio Mortara  Brésil/ Italie
- 1957-1961, Frank Lorimer  États-Unis
- 1961-1963, Alfred Sauvy  France
- 1963-1965, David V. Glass  Royaume-Uni
- 1965-1969, Dolfe Vogelnik  Yougoslavie
- 1969-1973, Chidambara Chandrasekaran  Inde
- 1973-1977, Carmen A. Miro  Panama
- 1977-1981, Ansley J. Coale  États-Unis
- 1981-1985, Mercedes B. Concepcion  Philippines
- 1985-1989, Massimo Livi Bacci  Italie
- 1989-1993, William Brass  Écosse
- 1993-1997, John C. Caldwell  Australie
- 1997-2001, José Alberto Magno de Carvalho  Brésil
- 2001-2005, Jacques Vallin  France
- 2005-2009, John Cleland  Royaume-Uni
- 2009-2013, Peter McDonald  Australie
- 2013-2017, Anastasia Gage  États-Unis
- 2018-        , Tom LeGrand  Canada

## Lauréats
Chaque année, l’UIESP rend hommage à l’un de ses membres les plus éminents en lui attribuant le Prix de l’UIESP. Ce prix, établi en 1991, distingue les contributions exceptionnelles aux avancées de la démographie et les services rendus à l’Union. 
- Jose Miguel Guzman (2017)
- Ron Lee (2016)
- Cheikh Mbacké (2015)
- Thérèse Locoh (2014)
- John Bongaarts (2013)
- Graziella Caselli (2012)
- Donald Bogue (2011)
- Richard A. Easterlin (2010)
- Jane Menken (2009)
- Ron Lesthaeghe (2008)
- Charles Westoff (2007)
- Jan Hoem (2006)
- Sidney Goldstein (2005)
- Henri Leridon (2004)
- Paul Demeny (2003)
- Ronald Freedman (2002)
- Dirk J.van de Kaa (2001)
- Norman Ryder (2000)
- Paulina Makinwa-Adebusoye (1999)
- Samuel H. Preston (1998)
- Nathan Keyfitz (1997)
- W.D. Borrie (1996)
- Jorge L. Somoza (1995)
- Nafis Sadik (1994)
- E.A. Wrigley (1993)
- Nora Federici (1992)
- Louis Henry (1991)